# Đế Khắc
Đế Khắc (帝克) theo Sử ký tác ẩn của Tư Mã Trinh là tên vị vua thứ 8 của triều đại Viêm Đế Thần Nông thị.
Các sách khác, như Tư trị thông giám, Thái Bình ngự lãm, Thông giám tục biên, Sử toản thông yếu đều không ghi nhận vị vua này.
Bên cạnh đó, Tư trị thông giám và Thông giám tục biên còn viết rằng Khắc (克) là một tên gọi khác của Đế Ly (Đế Lai), ngoài ra Thông giám tục biên còn viết rằng có một người khác cũng tên là Khắc (克), nhưng không làm vua, là cháu gọi Đế Lai/Khắc/Lý là cụ.
Sử ký tác ẩn và Thông giám tục biên chép rằng Khắc sinh ra Đế Du Võng.